# 영원한 급팽창 이론
영원한 급팽창 이론(영어: Eternal inflation)은 빅뱅 이론의 파생 또는 확장에 해당하는 가상의 급팽창 우주 모델이다.
영원한 급팽창 이론에 따르면 우주 팽창 과정의 급팽창 단계는 우주 대부분에 걸쳐 영원히 지속된다. 영역이 기하급수적으로 빠르게 팽창하기 때문에 주어진 시간에 우주 부피의 대부분이 팽창하고 있다. 따라서 영원한 급팽창 이론은 가설적으로 무한한 다중 우주를 생성하며, 이 가운데 오직 미미한 프랙탈 부분만이 급팽창을 끝낸다.
급팽창 모델의 최초 연구자 중 한 명인 폴 스테인하드는 1983년에 영원한 급팽창 이론의 첫 번째 예를 소개했으며알렉산더 빌렌킨은 그것이 일반적임을 보여주었다.
앨런 구스의 2007년 논문 "영원한 급팽창 이론과 그 영향"은 합리적인 가정 하에서 "급팽창은 일반적으로 미래까지 영원하지만 과거까지는 영원하지 않다"고 말한다. 구스는 당시 주제에 대해 알려진 내용을 자세히 설명하고 스테인하드가 영원한 급팽창 이론을 처음 도입한 지 20년이 지난 후에도 영원한 급팽창 이론이 여전히 급팽창의 가능한 결과로 간주되고 있음을 보여주었다.

## 개요

### 이론의 발전
급팽창 또는 급팽창 우주 이론은 원래 우주론의 성공적인 이론으로 간주되었던 빅뱅 모델의 남은 몇 가지 문제를 극복하려는 시도로 발전되었다.
1979년에 앨런 구스는 우주가 평평하고 균질한 이유를 설명하기 위해 우주 팽창 모델을 도입했다(대규모에서 물질과 복사의 매끄러운 분포를 나타냄). 기본 아이디어는 우주가 빅뱅 이후 몇 순간에 급속하게 가속 팽창하는 기간을 겪었다는 것이다. 그는 급팽창이 시작되도록 하는 메커니즘을 제안했다. 바로 가짜 진공 에너지이다. 구스는 "급팽창"이라는 용어를 만들고 전 세계의 다른 과학자들과 이론을 논의한 최초의 인물이다.
구스의 원래 공식은 급팽창 시대를 끝내고 오늘날 관찰되는 뜨겁고 등방적이며 균일한 우주로 끝나는 일관된 방법이 없었기 때문에 문제가 있었다. 가짜 진공은 빛의 속도로 팽창하는 "진정한 진공"의 빈 "거품"으로 붕괴될 수 있지만, 빈 거품들은 합쳐져서 다시 우주를 가열 할 수 없다.
1982년에 이 "우아한 출구 문제"는 안드레이 린데 와 Albrecht, 폴 스테인하드에 의해 독립적으로 해결되었다. 기본 아이디어는 기포를 만들지 않고 거짓 진공에서 실제 진공으로의 지속적인 느린 진화를 갖는 것이다. 개선된 모델은 "새로운 급팽창"이라고 불렸다.
1983년에 스테인하드는 이 "새로운 급팽창"이 모든 곳에서 끝날 필요는 없다는 것을 처음으로 보여주었다. 대신, 그것은 유한한 부분이나 물질과 복사로 가득 찬 뜨거운 거품으로만 끝날 수 있으며, 그 팽창은 그 과정에서 뜨거운 거품 후에 뜨거운 거품을 생성하면서 대부분의 우주에서 계속된다. 빌렌킨은 양자 효과가 적절하게 포함될 때 이것이 실제로 모든 새로운 급팽창 모델에 일반적이라는 것을 보여주었다.
스테인하드와 빌렌킨이 소개한 아이디어를 사용하여 안드레이 린데는 1986년에 혼돈 급팽창 이론 또는 영원한 급팽창 이론으로 알려지게 된 것에 대한 자세한 설명을 제공하기 위해 이러한 아이디어를 사용하는 대체 급팽창 모델을 발표했다.

### 양자 변동
새로운 급팽창은 급팽창 동안 양자 변동으로 인해 완벽하게 대칭적인 우주를 생성하지 않다. 변동으로 인해 에너지와 물질 밀도가 공간의 다른 지점에서 달라진다.
가상 급팽창 장의 양자 변동은 영원한 급팽창 이론의 근거가 되는 팽창률의 변화를 만들어 낸다. 급팽창율이 더 높은 지역은 다른 지역에서 급팽창이 끝나는 자연스러운 경향에도 불구하고 더 빠르게 팽창하고 우주를 지배한다. 이것은 급팽창이 영원히 지속되도록 하여 미래의 영원한 급팽창 이론을 이끌어 낸다. 단순화된 예로, 급팽창 하는 동안 인플라톤 장의 자연 붕괴 속도가 양자 요동의 영향에 비해 느리다고 가정한다. 작은 우주가 팽창하여 원래 작은 우주와 같은 크기의 인과적으로 분리된 20개의 작은 우주로 "자기 재생산"할 때 아마도 9개의 새로운 작은 우주는 더 작기보다는 더 클 것이다. 원래 작은 우주보다 평균 인플라톤 장 값은 양자 요동이 느린 급팽창 감소율이 인플라톤 값을 낮추는 것보다 더 많이 인플라톤 값을 밀어 올린 원래 작은 우주의 영역에서 팽창했기 때문이다. 원래 주어진 인플라톤 값을 가진 하나의 작은 우주가 있었다. 이제 인플라톤 값이 약간 더 큰 9개의 작은 우주가 있다. (물론 인플라톤 값이 원래보다 약간 낮은 11개의 작은 우주도 있다.) 더 큰 인플라톤 장 값을 가진 각 작은 우주는 자체 내에서 유사한 자기 복제 과정을 다시 시작한다. (낮은 급팽창 값을 가진 작은 우주도 재생산할 수 있다. 단, 급팽창 값이 지역이 급팽창에서 벗어나 자체 재생산을 중단할 만큼 충분히 작지 않은 경우는 예외이다.) 이 과정은 무한정 계속된다. 9개의 팽창률이 높은 작은 우주는 81개가 되고 729개가 될 수 있다... 따라서 급팽창은 영원히 지속된다.
1980년 소련의 비아체슬라프 무하노프와 겐나디 치비소프는 알렉세이 스타로빈스키의 수정된 중력 모델의 맥락에서 양자 요동이 은하 형성의 씨앗이 될 수 있다고 제안했다.
급팽창의 맥락에서 양자 요동은 1982년 케임브리지 대학교의 초기 우주에 대한 3주간의 Nuffield 워크숍에서 처음으로 분석되었다. 변동의 평균 강도는 워크샵 과정에서 별도로 작업하는 네 그룹에 의해 먼저 계산되었다. 스티븐 호킹 ; 스타로빈스키; 구스와 피서영; 및 James M. Bardeen, Paul 스테인하드 및 Michael Turner.
너필드 워크샵에서 도출된 초기 계산은 급팽창에 영향을 미치기에는 크기가 너무 작은 평균 변동에만 초점을 맞췄다. 그러나 스테인하드 및 빌렌킨이 제시한 예를 시작으로 동일한 양자 물리학이 급팽창 비율을 증가시키고 급팽창을 영원히 지속시키는 가끔 큰 변동을 생성하는 것으로 나타났다.

### 추가적 발전
2013년의 플랑크 위성 데이터를 분석하면서 Anna Ijjas와 스테인하드는 가장 간단한 교과서적 급팽창 모델이 제거되었으며 나머지 모델에는 기하급수적으로 더 조정된 시작 조건, 조정해야 할 매개변수, 더 적은 급팽창이 필요함을 보여주었다. 2015년에 보고된 이후 플랑크 관측은 이러한 결론을 확인했다.
Kohli와 Haslam의 2014년 논문은 양자 변동이 가우시안 백색 잡음으로 모델링되는 린데의 혼돈 팽창 이론을 분석하여 영원한 팽창 이론의 실행 가능성에 의문을 제기했다. 그들은 이 인기 있는 시나리오에서 급팽창은 사실상 영원할 수 없으며, 무작위 소음으로 인해 시공간이 특이점으로 가득 차게 된다는 것을 보여주었다. 이것은 아인슈타인 장 방정식에 대한 해가 유한한 시간에 발산한다는 것을 보여줌으로써 입증되었다. 따라서 그들의 논문은 임의의 양자 요동에 기초한 영원한 급팽창 이론 이론은 실행 가능한 이론이 아니며 결과적으로 다중 우주의 존재는 "훨씬 더 깊은 조사가 필요한 여전히 열린 질문"이라고 결론지었다.

## 급팽창 이론, 영원한 급팽창 이론, 그리고 다중 우주
1983년에 급팽창이 영원할 수 있음이 밝혀졌으며 공간이 모든 물리적 가능성에 걸쳐 패치마다 특성이 다른 거품들로 분해되는 다중 우주로 이어진다.
영원한 급팽창 이론의 첫 번째 예를 제시한 스테인하드는 결국 이 이론에 대해 강력한 반대자가 되었다. 그는 다중 우주가 급팽창 이론의 붕괴를 나타낸다고 주장했다. 왜냐하면 다중 우주에서는 모든 결과가 동등하게 가능하기 때문에 급팽창은 예측을 하지 않으며 따라서 테스트할 수 없기 때문이다. 결과적으로 그는 급팽창이 과학적 이론의 핵심 조건을 충족하지 못한다고 주장한다.
그러나 린데와 구스는 모두 급팽창 이론과 다중 우주를 계속 지지했다. 구스는 다음과 같이 선언했다.
It's hard to build models of inflation that don't lead to a multiverse. It's not impossible, so I think there's still certainly research that needs to be done. But most models of inflation do lead to a multiverse, and evidence for inflation will be pushing us in the direction of taking the idea of a multiverse seriously.

다중 우주로 이어지지 않는 급팽창 우주 모형을 만드는 것은 어렵다. 그런 모형을 만드는 것이 불가능한 것은 아니라서 좀 더 연구될 필요성이 있다고는 생각한다. 그러나 대부분의 급팽창 우주 모형들은 다중 우주로 이어지고, 급팽창의 증거는 우리를 다중 우주라는 개념을 채택하는 방향으로 심각하게 압박하고 있다.
린데에 따르면 "다중 우주를 허용하지 않는 급팽창 모델을 발명하는 것은 가능하지만 어렵다. 급팽창 이론에 더 나은 신빙성을 부여하는 모든 실험은 다중 우주가 실재한다는 힌트에 훨씬 더 가까워지게 한다."
2018년 스티븐 호킹과 토마스 허토그는 무한한 다중 우주에 대한 필요성이 사라진다는 논문을 발표했다. 호킹은 그들의 이론이 "합리적으로 매끄럽고 전체적으로 유한한" 우주를 제공한다고 설명했다. 이론은 홀로그래피 원리를 사용하여 시간을 초월한 영원한 팽창 상태에서 '출구 평면'을 정의하고 평면에서 생성되는 우주는 무경계 파동 함수의 재정의를 사용하여 설명한다. 이 이론은 시간의 시작에서 경계가 필요하다. 간단히 말해 호킹은 그들의 발견이 케임브리지 대학교가 지적한 것처럼 중력파 천문학을 사용하여 이론을 "예측 가능하고 테스트 가능"하게 만드는 "다중 우주의 상당한 감소를 의미한다"고 말한다.

## 같이 보기
- 천체물리학
- 우주론
- 급팽창(우주론)
- 프랙탈 우주론
- 물리적 우주론
- 우주의 모양